# María Fernanda Espinosa
María Fernanda Espinosa Garcés (Salamanca, 7 september 1964) is een Ecuadoraans politicus en diplomaat. Zij is lid van de politieke partij Patria Altiva i Soberana (Alliantie PAIS).
Espinosa was in 2018 voorzitter van de Algemene Vergadering van de Verenigde Naties voor de 73e zitting, die in september begon. Van mei 2017 tot juni 2018 was ze Minister van Buitenlandse Zaken onder president Lenín Moreno. Voordien had ze verscheidene andere ministersposten. Van oktober 2014 tot mei 2017 en van 2008 tot 2009 was ze permanente vertegenwoordiger van Ecuador bij de Verenigde Naties in Genève. Naast haar politieke carrière is ze dichter en essayist.

## Biografie
Espinosa werd op 7 september 1964 geboren in Salamanca, Spanje. Ze spreekt vloeiend Frans en Engels en kent Portugees, en heeft belangstelling voor poëzie en ecologie.
Zij heeft een Ph.D. in environmental geography van de Rutgers-universiteit in de Verenigde Staten, een master in de sociale wetenschappen en Amazonic studies, een postdoctorale graad in antropologie en politieke wetenschappen en een licentiaat in de toegepaste taalkunde.
In 1990 won zij de eerste Nationale Poëzieprijs van Ecuador voor haar vijf dichtbundels. Daarnaast schreef zij tientallen wetenschappelijke publicaties over onder meer klimaatverandering en de culturele erfenis van inheemse bevolkingsgroepen in het Amazonegebied. Ze pleitte voor  VN-maatregelen om de macht van multinationals in te perken naar aanleiding van de milieuschade en mensenrechtenschendingen veroorzaakt door een oude olieconcessie van Chevron-Texaco.

## Politieke loopbaan
Onder president Rafael Correa was Espinosa in 2007 Minister van Buitenlandse Zaken, Handel en Integratie. Van december 2007 tot februari 2008 was zij speciaal adviseur van de president van de Grondwetgevende vergadering, Alberto Acosta, voor zij in 2008 Ecuadors permanente vertegenwoordiger werd bij de Verenigde Naties in Genève. Van oktober 2009 tot november 2012 was zij Coördinerend minister van nationaal erfgoed.
Op 28 november 2012 werd zij Minister van Defensie, toen de zittende minister Miguel Carvajal aftrad om zich kandidaat te stellen voor de parlementsverkiezingen. Zij was de derde vrouw die het Ministerie van Defensie leidde na Guadalupe Larriva en Lorena Escudero. Zij trad af als minister op 23 september 2014.
In oktober 2014 volgde zij Luis Gallegos op als permanente vertegenwoordiger van Ecuador bij de Verenigde Naties. In deze functie verdedigde zij in september 2016 de zaak van Julian Assange die sinds 2012 in de Ecuadoraanse ambassade in Londen verblijft, in een discussie over arbitraire gevangenschap.
Op 24 mei 2017 werd zij Minister van Buitenlandse Zaken in de regering van President Lenín Moreno.
Espinosa is gekozen tot voorzitter van de 73e zitting van de Algemene Vergadering van de Verenigde Naties. Zij is de vierde vrouw die deze post bekleedt, na Vijaya Lakshmi Pandit uit India, Angie Elisabeth Brooks uit Liberia en Haya Rashed Al-Khalifa uit Bahrein.
Espinosa is lid van de World Future Council.
- Gemeinsame Normdatei: 1056697571
- International Standard Name Identifier: 0000 0000 4609 5421
- Library of Congress Control Number: no95029122
- SNAC: w6fg15fz
- Système universitaire de documentation: 168943158
- Virtual International Authority File: 31579898
- WorldCat: E39PBJhhkqQk8hbBfXWgFdDQbd